# アルコRSD-5形ディーゼル機関車
アルコRSD-5は、アメリカン・ロコモティブ（アルコ）が生産した車軸配置C-Cの電気式ディーゼル機関車である。

## 解説
本形式は、RSD-4の発電機容量をPA（1エンジン、2,000馬力）と同一とした改良機である。RSD-4は車軸配置A1A-A1AのRSC-3をC-Cとしたもので、その目的は動軸数が4軸から6軸へと増えたことによる低速での牽引力の増加と、軸重の低減である。
納品先により複数の差異があり、通常はロング・フード(いわゆるボンネットの長い側)向きに運転席を設置するところ、アッチソン・トピカ・アンド・サンタフェ鉄道(ATSF)ではショート・フード側を前としたり、シカゴ・アンド・ノース・ウェスタン鉄道(CNW)ではダイナミック・ブレーキを装備するためにショート・フードの屋根が運転台と同じ高さのハイ・フード型になったものがある。
合計204両が製造されたうち、167両がアメリカ合衆国内で、37両がメキシコ合衆国で使用された。

## 保存車両
2006年時点で2両が残っており、ゲーリー・バローン(Gary Balone)が所有していた1689号はクヤホガ・バレー観光鉄道で使用されている。また、かつてユタ鉄道の306号だったもう1両は、ドイル・マコーミック(Doyle McCormack)によりカリフォルニア州で保存されている。

## 新製時の所有者
| 鉄道                                                                                        | 両数 | ロードナンバー                             | 備考            |
| ------------------------------------------------------------------------------------------- | ---- | ------------------------------------------ | --------------- |
| アメリカン・ロコモティブ (デモ車)                                                           | 1    | 1606                                       | のちATSF 2157号 |
| アッチソン・トピカ・アンド・サンタフェ鉄道(ATSF)                                            | 52   | 2110-2156, 2158-2162                       |                 |
| バーミンガム・サザン鉄道(BS)                                                                | 1    | 160                                        |                 |
| チェサピーク・アンド・オハイオ鉄道(C&O)                                                     | 26   | 5570-5595                                  |                 |
| シカゴ・アンド・ノース・ウェスタン鉄道(CNW)                                                 | 10   | 1665-1667, 1684-1690                       |                 |
| セントラル・レールロード・オブ・ニュージャージー(CNJ)                                       | 1    | 1615                                       |                 |
| シカゴ・ミルウォーキー・セント・ポール・アンド・パシフィック鉄道 (MILW、ミルウォーキー鉄道) | 6    | 2150-2155                                  | のち570-575     |
| ペンシルバニア鉄道(PRR)                                                                     | 6    | 8446-8451                                  |                 |
| セント・ルイス・サウスウェスタン鉄道 (SSW)                                                  | 3    | 270-272                                    |                 |
| サザン・パシフィック鉄道(SP)                                                                | 36   | 5294-5307, 5336-5339, 5445-5448, 5494-5507 |                 |
| サザン・パシフィック鉄道(テキサス・アンド・ニュー・オーリンズ鉄道)                          | 24   | 155-176, 185-186                           |                 |
| ユタ鉄道                                                                                    | 1    | 306                                        |                 |
| フェロカリル・デル・パシフィコ(Ferrocarril del Pac断ico)                                    | 35   | 801-835                                    |                 |
| メキシコ国鉄(FNM)                                                                           | 2    | 6900-6901                                  |                 |
| 合計                                                                                        | 204  |                                            |                 |